# Christoph von Godin

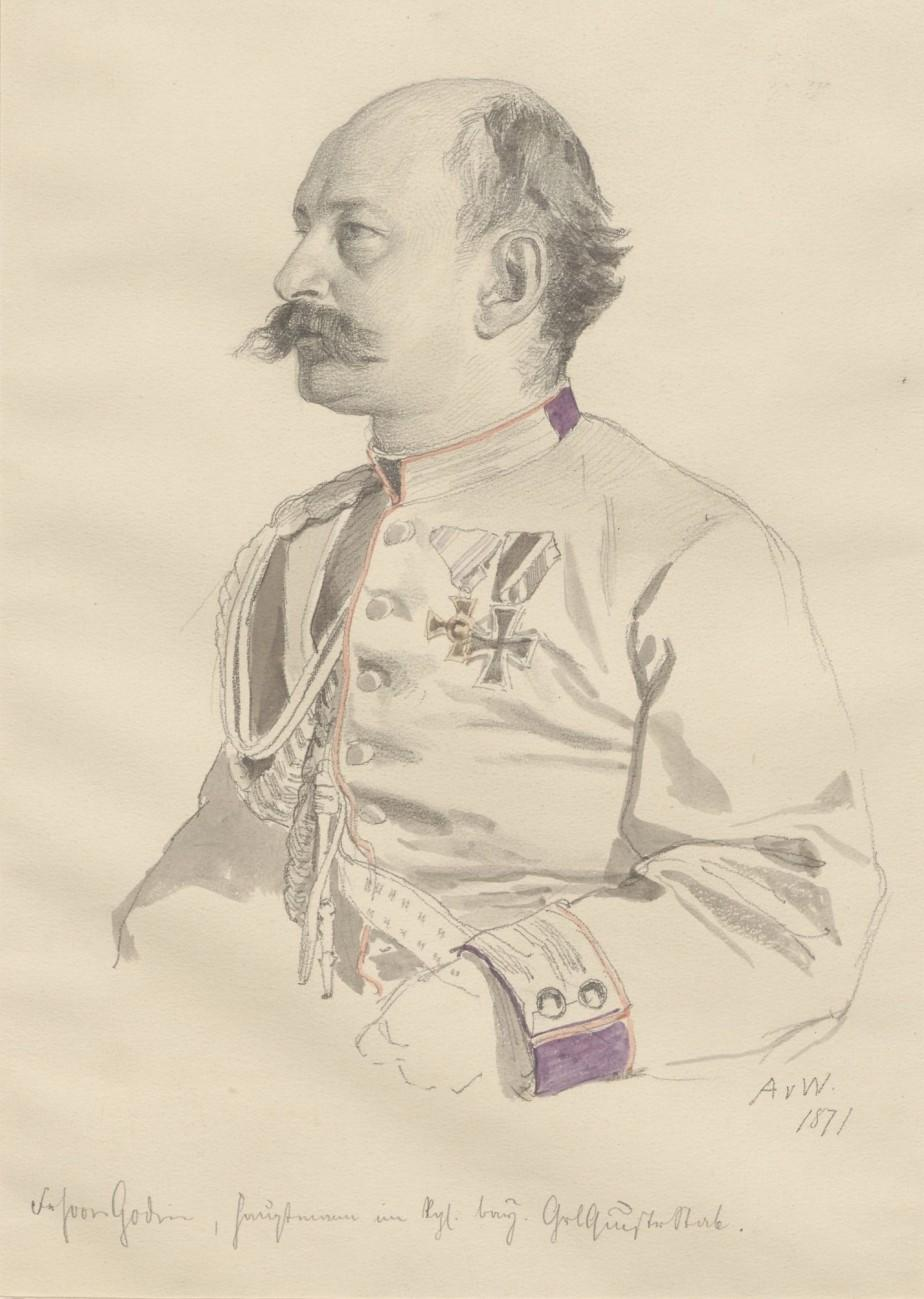
Christoph von Godin in Militäruniform

Christoph Karl Freiherr von Godin (* 23. Dezember 1835 in Bamberg; † 22. Dezember 1891 in Würzburg) war ein bayerischer General der Infanterie.

## Leben

### Herkunft
Er war der Sohn des bayerischen Majors a. D. Elias Freiherr von Godin und dessen Ehefrau Rosa, geborene Burkart.

### Militärkarriere
Godin absolvierte das Kadettenkorps und trat 1855 in das 2. Infanterie-Regiment „Kronprinz“ der Bayerischen Armee ein. Im Jahr darauf zum Unterleutnant befördert, nahm er 1866 am Krieg gegen Preußen als Adjutant im Hauptquartier der VIII. Bundesarmee teil. Nach Kriegsende wurde er, zwischenzeitlich Hauptmann, dem Generalstab zugeteilt. Zeitgleich war Godin von 1867 bis 1870 auch als Lehrer an der Kriegsakademie tätig und unterrichtete Heeresorganisation bzw. Generalstabsdienst. Im Krieg gegen Frankreich 1870/71 diente er als Adjutant des Generalquartiermeisters. Anschließend versetzt man ihn in das Kriegsministerium, wo er 1873 zum Major befördert und als Referent verwendet wurde. 1876 stieg Godin als Oberstleutnant zum Abteilungschef auf, wurde am 1. Dezember 1878 Oberst und war als solcher von 1879 bis 1881 Kommandeur des 3. Infanterie-Regiments „Prinz Karl von Bayern“. Anschließend kehrte Godin als Abteilungschef in das Kriegsministerium zurück und wurde in dieser Stellung 1885 Generalmajor. Vom 7. März 1887 bis 7. März 1889 kommandierte er dann die 1. Infanterie-Brigade und mit seiner Beförderung zum Generalleutnant folgte anschließend die Ernennung zum Kommandeur der 4. Division. Seine langjährigen Leistungen würdigte Prinzregent Luitpold Ende Dezember 1889 mit der Verleihung des Großkomtur des Militärverdienstordens. Am 17. August 1891 wurde Godin krankheitsbedingt von seinem Kommando entbunden und unter Verleihung des Charakters als General der Infanterie zur Disposition gestellt.

### Familie
Godin hatte sich am 16. Februar 1865 in München mit Marie Freiin von Pfetten-Füll verheiratet. Aus der Ehe ging ein Sohn, der spätere bayerische Generalmajor Ignaz von Godin (1866–1917), hervor. Am 27. Mai 1882 verheiratete er sich mit Irene, verwitwete Freifrau Schenk von Stauffenberg, geborene Gräfin von Waldkirch. Sie war die Tochter des bayerischen Staatsrates Klemens von Waldkirch.